# Cynthia Mamle Morrison
Pour les articles homonymes, voir Morrison.
Cynthia Mamle Morrison (née en 1964) est une femme politique ghanéenne et membre du New Patriotic Party. Elle est actuellement députée de la circonscription d'Agona West. En 2018, elle a été nommée ministre du Genre, des enfants et de la protection sociale par le président Nana Akufo-Addo.

## Enfance et éducation
Cynthia Morrison est née le 17 janvier 1964 à Elmina, région centrale. Elle a acquis un certificat de formation des enseignants à l'école de formation Maria Montessori en 1992. Elle possède également des certificats en restauration.

## Politique
Elle a remporté le siège parlementaire du Nouveau Parti patriotique pour la circonscription d'Agona West dans la région centrale lors des élections générales ghanéennes de 2016. Deux autres candidats, à savoir Charles Obeng-Inkoom du Congrès démocratique national et Evans Idan Coffie du Parti de la convention du peuple, ont également participé à ce scrutin partiel. Elle obtient 32 770 voix sur les 56 878 exprimées, ce qui représente 58,03 % du total des votes valides.
Le 9 août 2018, elle est nommée ministre du Genre, des Enfants et de la Protection sociale par le président Nana Akufo-Addo,,.

## Vie privée
Elle est mariée à Herbert Morrison et a sept enfants. Elle s'identifie comme chrétienne.

## Philanthropie
Cynthia Morrison a fait don de fauteuils roulants, d'aides à la marche pour les aveugles et de béquilles dans le cadre de sa célébration du 52e anniversaire[De quoi ?].